# Maison Saury
La maison Saury est une maison située en France sur la commune de Lavigerie (Cantal), en région Auvergne-Rhône-Alpes.

## Localisation
Le monument se trouve dans le hameau de La Courbatière.

## Historique
Maison construite en 1802 pour le compte d'une famille rurale aisée.

### Protection
La maison est inscrite au titre des monuments historiques par arrêté du 27 septembre 2006.

## Description
La maison se compose d’un logis principal flanqué de dépendances (laiterie, bergerie, étable, porcherie). Inspiré de l’architecture bourgeoise du XVIIIe siècle, le bâtiment présente une façade soignée et des décors populaires. L’intérieur a conservé ses aménagements d’origine : pièces meublées, lits clos, boiseries et éléments utilitaires traditionnels,.